# Relações entre Índia e Reino Unido
As relações entre Índia e Reino Unido são as relações diplomáticas estabelecidas entre a República da Índia e o Reino Unido da Grã-Bretanha e Irlanda do Norte. A Índia possui uma embaixada em Londres e dois consulados-gerais em Birmingham e Edimburgo. O Reino Unido possui uma embaixada em Nova Delhi e cinco consulados-gerais em Mumbai, Chennai, Bangalore, Hyderabad e Kolkata. Ambos os países são membros plenos da Commonwealth of Nations. Desde 1947, as relações entre os dois países têm sido amigáveis, e há muitas áreas em que, tanto a Índia e o Reino Unido, buscam fortes vínculos para benefício mútuo.
Há também fortes laços culturais e sociais entre as duas nações. Na Índia, o inglês é uma das línguas oficiais, e o Críquete é o esporte mais popular. No Reino Unido, a culinária indiana é extremamente popular. Os britânicos importam a maior parte de seu chá da Índia, e há uma série de palavras de origem indiana no idioma inglês. O Reino Unido é o maior investidor europeu na Índia, e a Índia é o segundo maior investidor no Reino Unido.
O Reino Unido têm sido tradicionalmente um destino preferido para estudantes internacionais. Gestão, computação, engenharia, estudos de mídia, arte e design são os cursos preferidos dos estudantes indianos. Atualmente, existem cerca de 20.000 estudantes que buscam cursos de Graduação e Pós-Graduação no país.
A diáspora indiana no Reino Unido é uma das maiores comunidades de minorias étnicas no país, com o registro - segundo o censo de 2011 - de aproximadamente 1,5 milhões de pessoas, o que corresponde a quase 1,8% da população, com uma contribuição de 6% do Produto Interno Bruto (PIB) do país.
Em 2010, o primeiro-ministro David Cameron descreveu as relações entre ambos os países como uma "Nova Relação Especial".